# 多明戈斯·杜阿爾特
多明戈斯·索薩·科蒂尼奧·梅內塞斯·杜阿爾特（葡萄牙語：Domingos Sousa Coutinho Meneses Duarte；1995年3月10日—），葡萄牙職業足球員，司職中後衛，現效力西甲球會赫塔費。代表葡萄牙國家足球隊參加國際比賽。

## 俱樂部生涯
2019-20賽季，杜阿爾特從體育CP轉會加盟西甲球隊格拉納達，並隨隊取得了非常出色的成績。
他在加入球隊後的13場比賽全部首發出場，並取得了2粒進球。在西甲聯賽格拉納達客場對陣皇家馬德里的比賽中，他也曾打入一球。

## 外部連結
- 多明戈斯·杜阿爾特於ForaDeJogo的個人資料
- Portuguese League profile （页面存档备份，存于） （葡萄牙語）
- 多明戈斯·杜阿爾特在BDFutbol中的档案
- National team data （页面存档备份，存于） （葡萄牙語）
- 多明戈斯·杜阿爾特 – FIFA國際賽競賽紀錄 (存檔)